# Mónika Császár
Mónika Császár (ur. 17 listopada 1954 w Budapeszcie) – węgierska gimnastyczka, medalistka igrzysk olimpijskich i mistrzostw świata.
Brała udział w igrzyskach olimpijskich w Monachium, gdzie zdobyła brązowy medal w drużynie. W wieloboju indywidualnym osiągnęła czternaste miejsce. Najwyższą indywidualną pozycję na igrzyskach wywalczyła w ćwiczeniach na równoważni, w których zajęła czwarte miejsce. Była brązową medalistką mistrzostw świata w drużynie w 1974.
Jej mężem jest András Balczó, utytułowany pięcioboista nowoczesny.